# Giuseppe Gaspari
Giuseppe Gaspari (Ascoli Piceno, 6 settembre 1932 – Senigallia, 18 giugno 2025) è stato un calciatore italiano, di ruolo portiere.

## Carriera
Crebbe nel Livorno e passò al Catania in Serie B nel 1959, conquistando la Serie A con gli etnei allenati da Carmelo Di Bella.

I giocatori del Catania alzano in cielo il loro portiere dopo la vittoria contro l'Inter

Nella stagione 1961-1962, dopo un buon campionato con i rossoazzurri, passò alla Juventus in cambio di Giuseppe Vavassori ma essendo chiuso da Anzolin, giocò solamente 4 gare subendo 11 gol.
Passò poi, nel 1962, al Modena per chiudere in Serie C nell'Anconitana
In carriera collezionò complessivamente 71 presenze in Serie A.
Conclusa la carriera agonistica, rimase nel mondo del calcio come preparatore dei portieri, lavorando per varie società, fra le quali Ascoli e Ancona.